# داریل یانمات
داریل یانمات (هلندی: Daryl Janmaat؛ زاده ۲۲ ژوئیهٔ ۱۹۸۹) بازیکن فوتبال اهل هلند است.